# Saliasterias
Saliasterias is een geslacht van zeesterren uit de familie Asteriidae.

## Soort
- Saliasterias brachiata Koehler, 1920